# Escuadrón Aéreo Naval Danés
El Escuadrón Aéreo Naval Danés (En danés Søværnets Helikoptertjeneste) es el componente aéreo de la Marina danesa. Operacionalmente está bajo el mando de la Comandancia de Marina danesa, pero el mantenimiento de los ocho helicópteros Westland Lynx y la formación de personal es en cooperación con la fuerza aérea.

## Descripción general

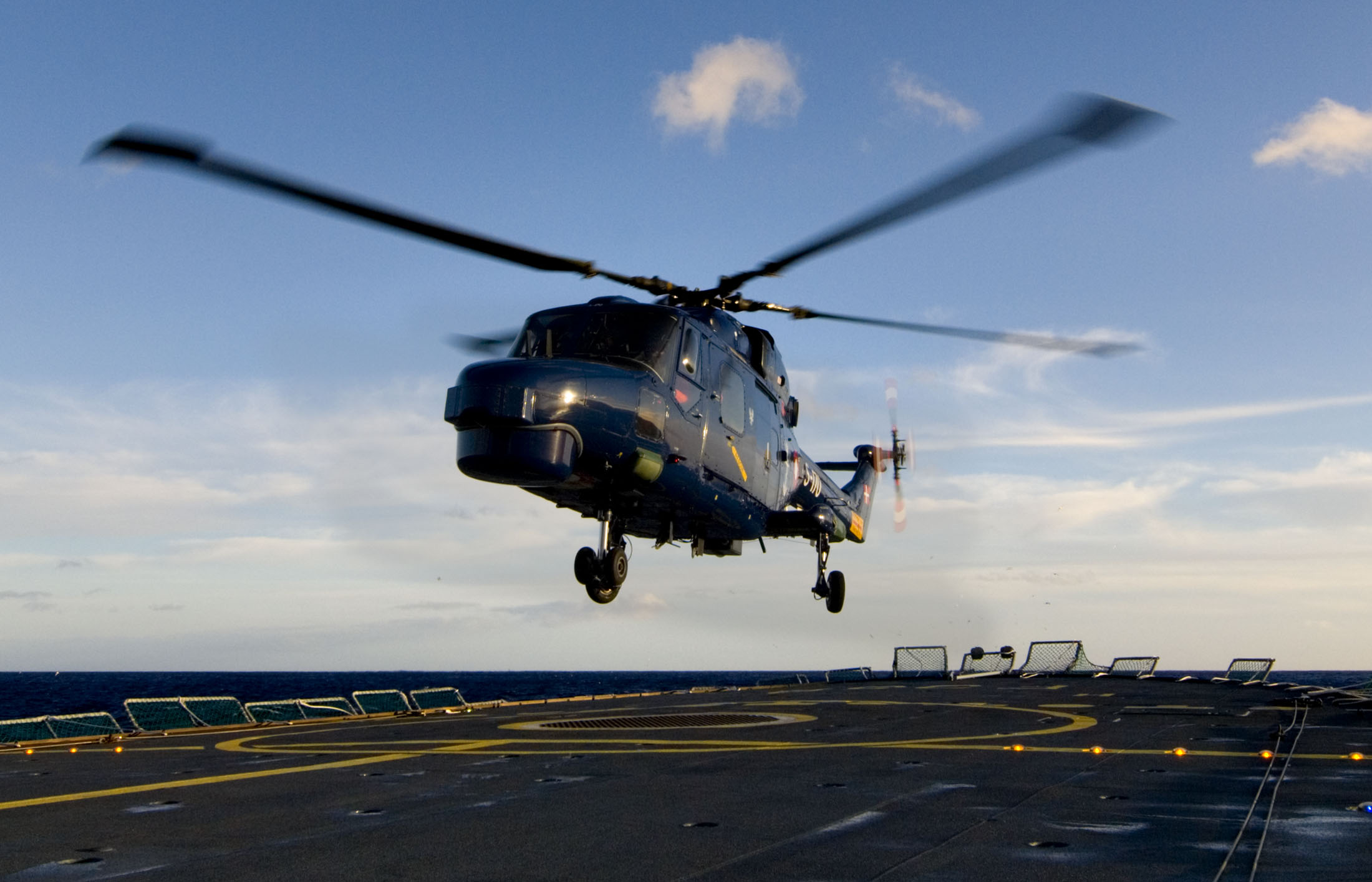
Un Lynx danés aterrizando en la cubierta de una fragata.

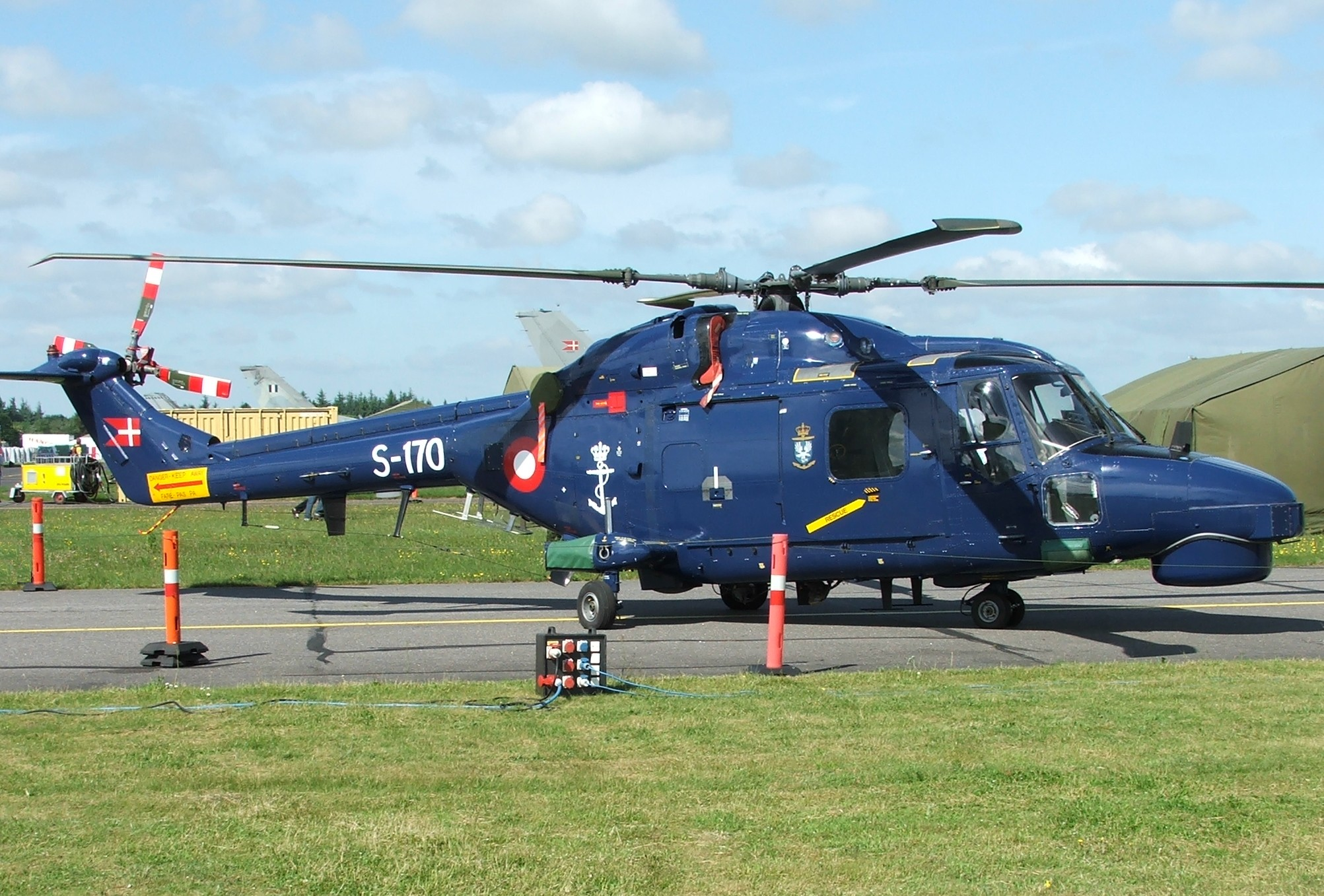
Lynx de la Armada Real danesa en la Base Aérea de Karup, Dinamarca.

El escuadrón fue inicialmente el escuadrón Nº722 de la fuerza aérea cuando el primer helicóptero Alouette III fue recibido en 1962. En 1977, el escuadrón se trasladó a la marina, bajo el nombre Søværnets Flyvetjeneste (El Servicio Aéreo Naval).
En 1980-1982 los ocho helicópteros Alouette fueron sustituido por los nuevos helicópteros Westland Lynx.
En 2000 se decidió que el Søværnets Flyvetjeneste debe volver a la fuerza aérea como un escuadrón (Escuadrón Nº 728) y puesto bajo el mando operacional de la fuerza aérea de mando junto con el Cuerpo Aéreo del Ejército, pero por motivos políticos sólo las unidades del ejército fueron transferidas a la fuerza aérea (como 724to Escuadrón). Al mismo tiempo, las unidades fueron también movidas físicamente de la Estación Aérea Værløse a la Estación Aérea Karup. El número total de helicópteros de la fuerza aérea habría sido un 8 Sikorsky S-61A, 13 Eurocopter Fennec, 16 H-500C Cayuse y 8 Westland Lynx Mk.90B así como 14 AugustaWestland EH-101 Merlin. Un total de 59 helicópteros. Obligaciones internacionales no permitieron que la Real Fuerza Aérea Danesa pueda poseer tantos helicópteros.